# Praia de Mira

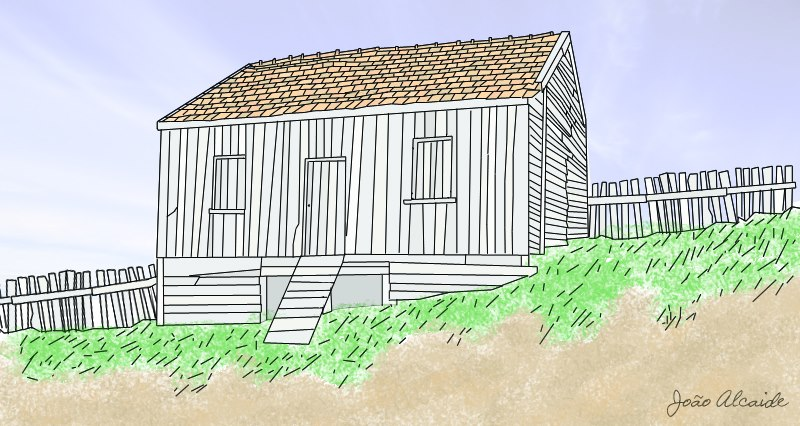
Palheiro tradicional.

Praia de Mira é uma vila portuguesa sede da Freguesia de Praia de Mira do Município de Mira. A Freguesia de Praia de Mira tem 39,82 km²  e 3 246 habitantes (censo de 2021), e, assim, uma densidade populacional de 81,5 hab./km², sendo que no verão a sua população triplica. Situada na região centro, é um dos mais procurados e conhecidos destinos turísticos.
A Freguesia de Praia de Mira foi criada em 1984.
Por sua vez, em 1951, a povoação de Palheiros da Costa de Mira passou a denominar-se Praia de Mira. Esta povoação foi elevada à categoria de vila em 1995.

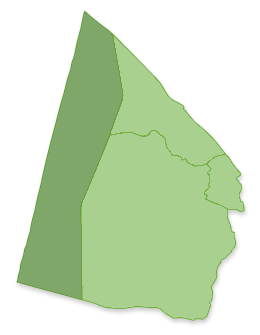
Localização no município de Mira

## História
Uma das referências mais conhecidas aos palheiros de Mira, data de 1821 que ao referir-se à Vila de Mira, diz que “está distante 6 km do oceano e tem estrada para «palheiros de Mira, na praia do Mar», lugar cujos habitantes são «quase todos pescadores».
Há, no entanto, outras referências mais obscuras e mais antigas, no Jornal de Coimbra de 1812 num artigo consagrado à Barra Velha de Aveiro informa que «A Barra velha de Aveiro tinha de profundidade sobre o banco, ou na menor altura, no ano 1777–8 palmos: em 1778–6 palmos: em 1802–5 palmos. Era ela perto da costa e palheiros de Mira». 
No mesmo ano de 1812, nas Memórias económicas da Academia real das Ciências de Lisboa, encontra-se uma das mais antigas referências à pesca artesanal que se pratica até aos dias de hoje (ainda que bastante modificada): «Na Costa de Mira, onde não se observa outra pescaria, senão aquela que se faz com o aparelho chamado Artes, fui informado que este com o barco faz de despesa 600 000.» 
Em 1815, novamente no Jornal de Coimbra, encontra-se uma nota referente ao abate de pinheiros na Praia de Mira, sendo esta uma das primeiras referências à localidade pela nome que o tempo fixou: «Em outubro de 1815, estando eu na Praia de Mira, ouvi a muitos dos habitantes daquela vila chorar a futura perdição dos seus prédios pelo sucessivo corte dos pinheiros que os abrigavam das areias.»
Em 31 de dezembro de 1984 foi criada a freguesia pela Lei nº 66/84 de 31/12/1984, desanexada da freguesia de Mira.  
A Praia de Mira em 2021 tornou-se na única praia do mundo totalista da Bandeira Azul. 

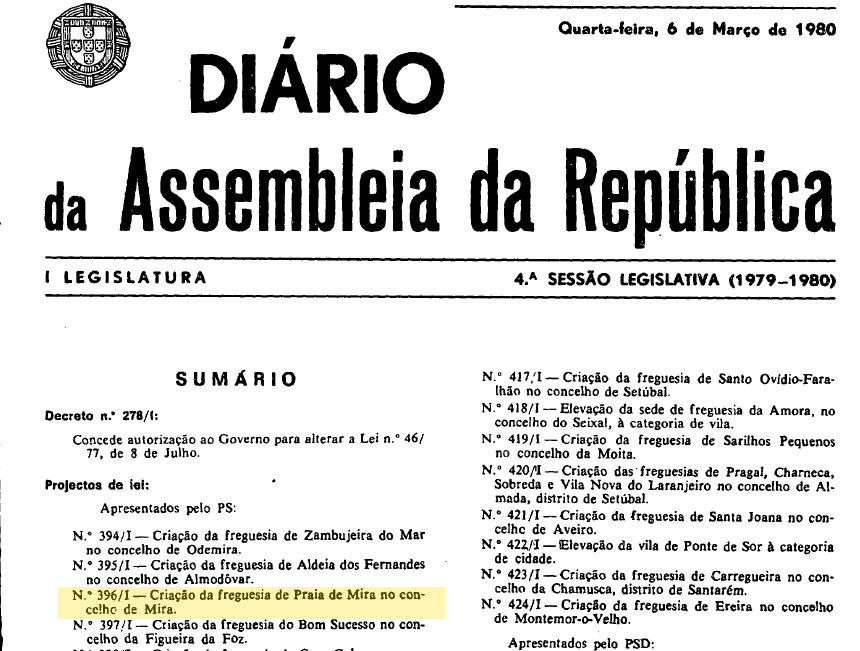

### Os Palheiros
Em meados dos anos 50 existiam mais de 600 construções em madeira. A maior originalidade deste aglomerado de pescadores/agricultores era exactamente a sua arquitectura de madeira que, sem ser exclusiva nesta região completamente desprovida de pedra e com abundância de pinhais, adquiriu aqui a sua expressão mais pura. As casas chegavam a atingir dois e mesmo três andares, possuindo dimensões não encontradas noutras praias e formavam a quase totalidade da povoação até ao final dos anos 60, a própria capela, junto da praia e ainda existente, é de madeira, pintada de azul e branco e é um dos principais símbolos desta povoação.

### Pesca artesanal
Cada barco era lançado à água e retirado de lá por duas juntas que puxavam cabos presos às argolas da proa ou da ré do barco. Este deslizava sobre rolos de pinho colocados no sentido da largura que, por sua vez, rolavam sobre uma dezena de vigas compridas e flexíveis, de eucalipto, dispostas longitudinalmente. A rede era puxada por dez juntas de bois. Quando o barco saía, ficava logo um cabo preso na praia, o outro era trazido pelo barco no regresso.
No momento trabalham apenas 5 embarcações intituladas: Sr. dos Aflitos, S. José, Alexandre Vieira, Lago do Mar e Estrela do Mar.

### Capela
A intenção de construir uma capela na, então designada, Costa do Mar, surge pela primeira vez no último quartel do Séc. XVIII. Já no início do segundo quartel do Séc. XIX, em 1829, surge por parte de um morador do lugar de Moinhos da Areia, Manuel da Costa da Luísa, a intenção de construir uma capela em honra a Nossa Senhora da Graça. Devido às exigências das autoridades eclesiásticas, a obra não avançou. Por fim em setembro de 1843 procedeu-se à revista e bênção da capela, mandada edificar por José Maria Pimentel, dedicada a Nossa Senhora da Conceição.

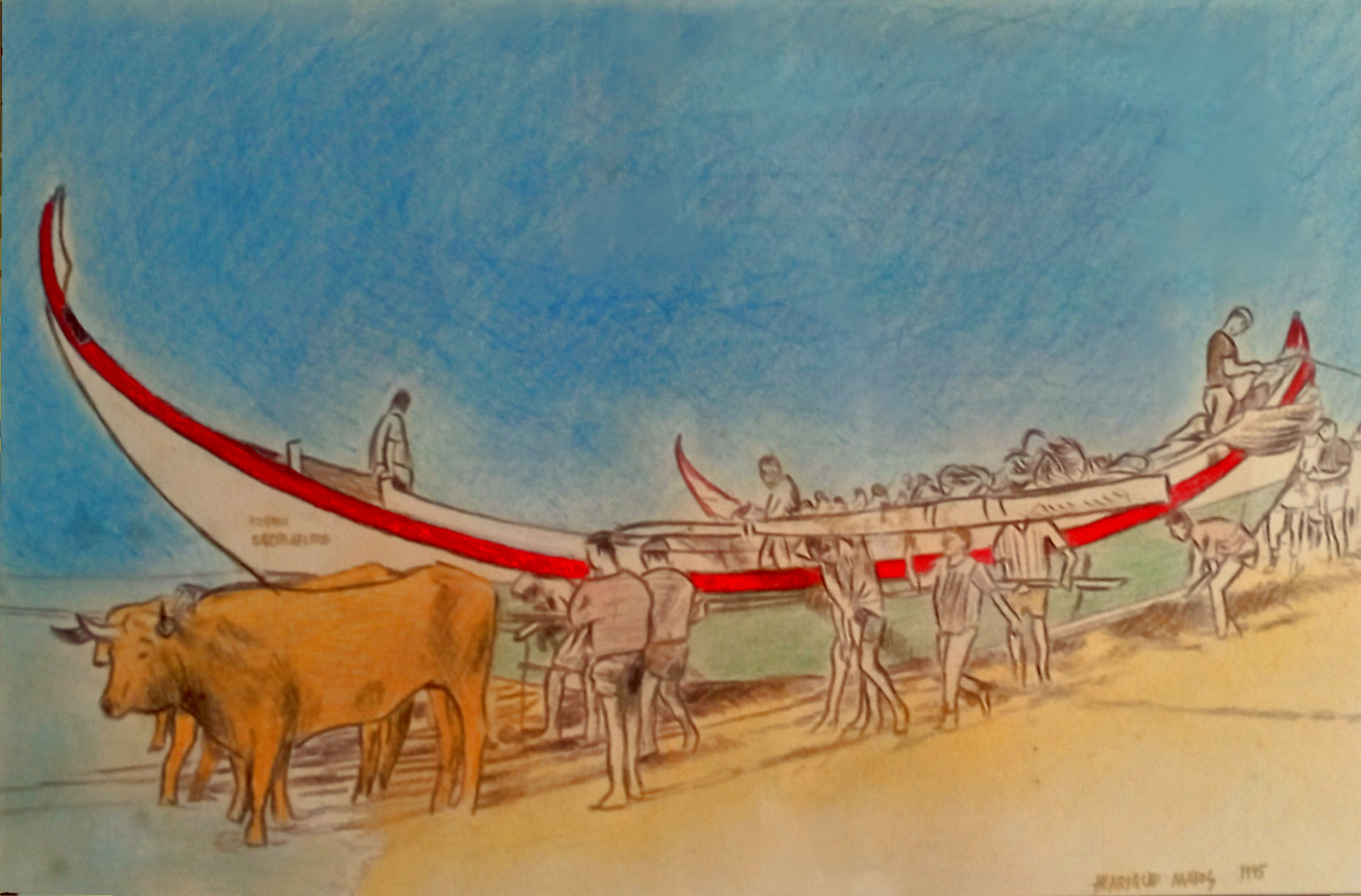
Arte Xávega, antiga pesca artesanal com bois, desenho de Henrique Matos.

## Brasão de Armas
Escudo de azul, crescente e duas gaivotas voantes, bicadas e armadas de ouro, a da dextra volvida, tudo de prata e dispostas em roquete; campanha diminuta ondada de prata e azul de três tiras, navegando nela um barco de ouro. Coroa mural de prata de quatro torres. Listel branco, com a legenda a negro, “ PRAIA DE MIRA “.
Segundo o parecer da Comissão de Heráldica da Associação dos Arqueólogos Portugueses de 27/02/2002
Estabelecida em reunião de Assembleia de Freguesia, em 20/04/2002
Publicada no Diário da República, III Série de 13/05/2002
Registado na Direção Geral de Autarquias Locais, com o Nº 117/2002, em 20/05/2002

## Demografia
A população registada nos censos foi:
| População da freguesia da Praia de Mira | População da freguesia da Praia de Mira | População da freguesia da Praia de Mira |
| --------------------------------------- | --------------------------------------- | --------------------------------------- |
| Ano                                     | População                               | ±%                                      |
| 1991                                    | 3 167                                   |                                         |
| 2001                                    | 2 985                                   | -5,7                                    |
| 2011                                    | 3 147                                   | +5,4                                    |
| 2021                                    | 3 246                                   | +3,1                                    |

| Distribuição da População por Grupos Etários | Distribuição da População por Grupos Etários | Distribuição da População por Grupos Etários | Distribuição da População por Grupos Etários | Distribuição da População por Grupos Etários |
| -------------------------------------------- | -------------------------------------------- | -------------------------------------------- | -------------------------------------------- | -------------------------------------------- |
| Ano                                          | 0-14 Anos                                    | 15-24 Anos                                   | 25-64 Anos                                   | > 65 Anos                                    |
| 2001                                         | 546                                          | 448                                          | 1567                                         | 424                                          |
| 2011                                         | 427                                          | 370                                          | 1713                                         | 637                                          |
| 2021                                         | 402                                          | 302                                          | 1729                                         | 813                                          |

## Política
| DATA | %                    | V                    | %        | V        | %     | V  | %    | V  | %       | V       | %      | V      | %   | V   | % | V | %   | V   |
| ---- | -------------------- | -------------------- | -------- | -------- | ----- | -- | ---- | -- | ------- | ------- | ------ | ------ | --- | --- | - | - | --- | --- |
| DATA | Comissão instaladora | Comissão instaladora | PPD/ PSD | PPD/ PSD | PS    | PS | Il   | Il | PCP-PEV | PCP-PEV | CDS-PP | CDS-PP | III | III | I | I | MAR | MAR |
| 1985 | Nomeada              | Nomeada              |          |          |       |    |      |    |         |         |        |        |     |     |   |   |     |     |
| 2001 |                      |                      | 41,22    | 4        | 56,19 | 5  | 0,61 |    | 0,83    |         |        |        |     |     |   |   |     |     |
| 2005 | 30,97                |                      | 55,63    |          | 5,23  |    | 1,60 |    | 1,55    |         |        |        |     |     |   |   |     |     |
| 2009 | 30,21                | 3                    | 50,13    | 5        | 16,02 | 1  | 0,71 |    |         |         |        |        |     |     |   |   |     |     |
| 2013 | 32,68                | 3                    | 40,76    | 4        |       |    | 1,19 |    | 11,65   | 1       | 9,76   | 1      |     |     |   |   |     |     |
| 2017 | 33,66                | 3                    | 52,27    | 5        | 0,58  |    |      |    |         |         | 9,57   | 1      |     |     |   |   |     |     |
| 2021 | 29,49                | 3                    | 66,58    | 6        |       |    |      |    |         |         |        |        |     |     |   |   |     |     |

Fonte: SGMAI

## Orago
O orago da freguesia é a Nossa Senhora da Conceição, sendo realizada anualmente no dia 8 de dezembro a festa em sua honra. Imaculada Conceição

## Festividades
Todos os anos é celebrado o dia de Nossa Senhora da Conceição com a participação de alguns artistas conhecidos.

## Património edificado

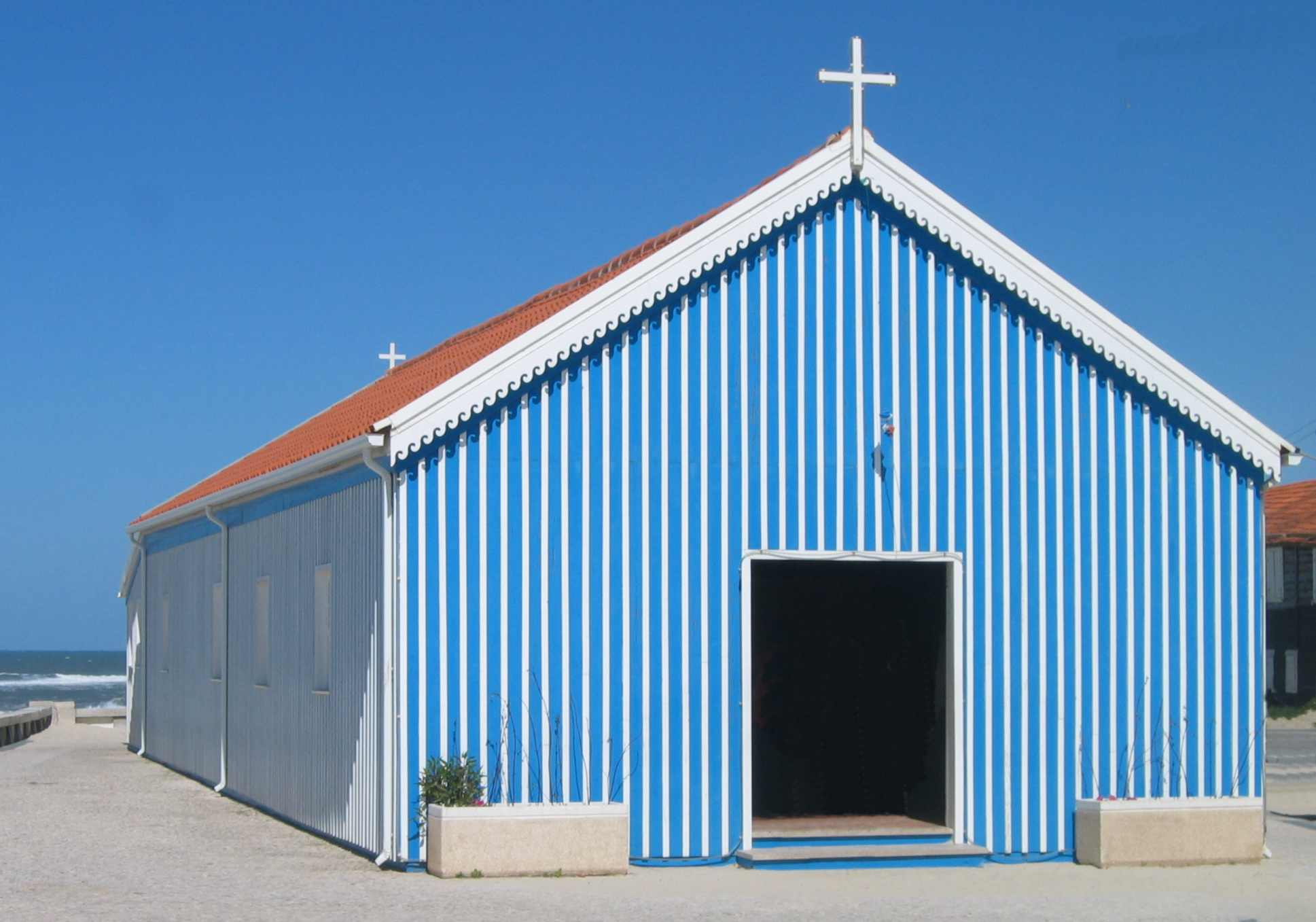
Capela da Praia de Mira
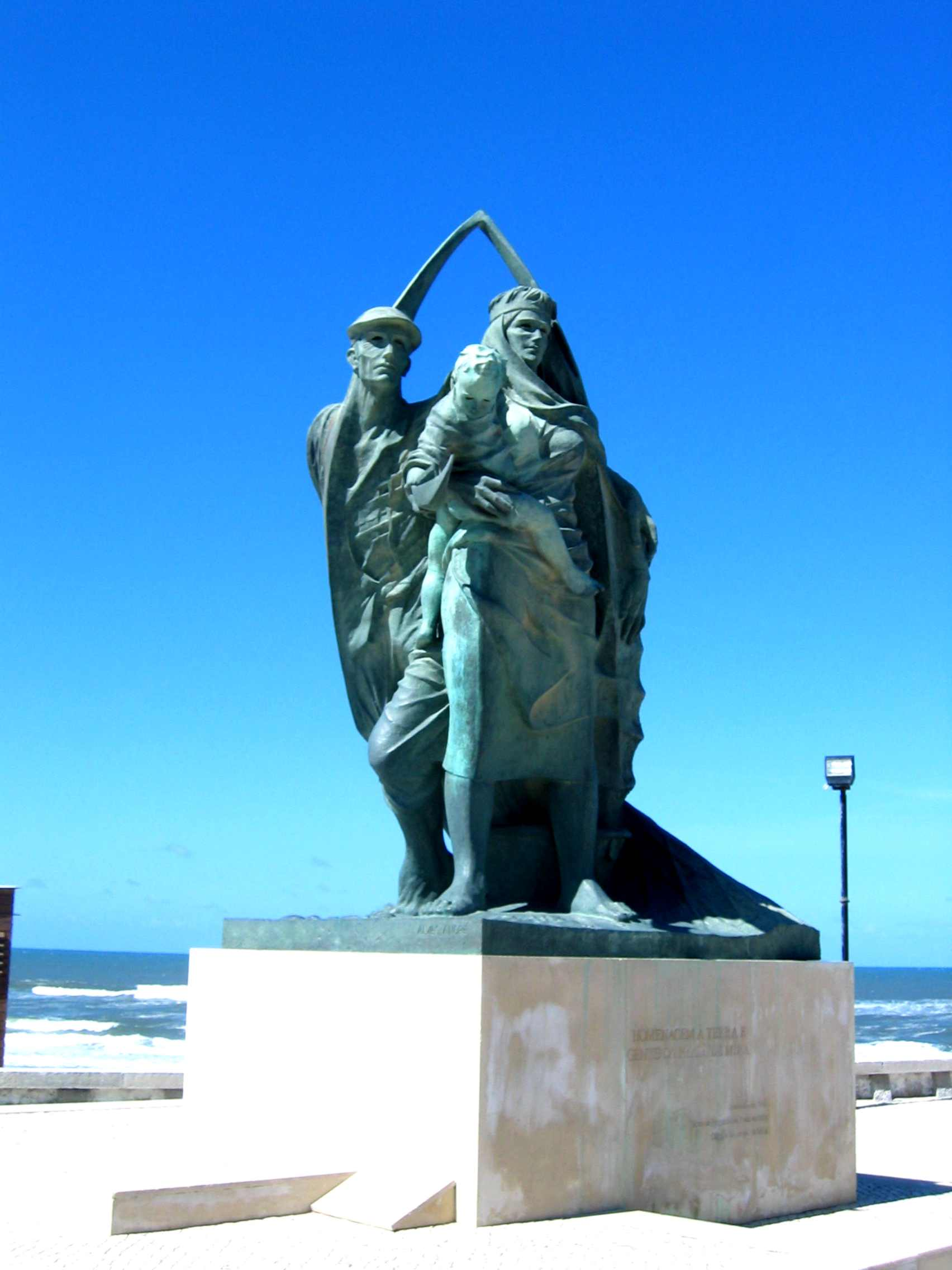
Estátua em Homenagem ao Povo da Praia de Mira — Escultura em bronze de André Alves
- Igreja Nova da Praia de Mira
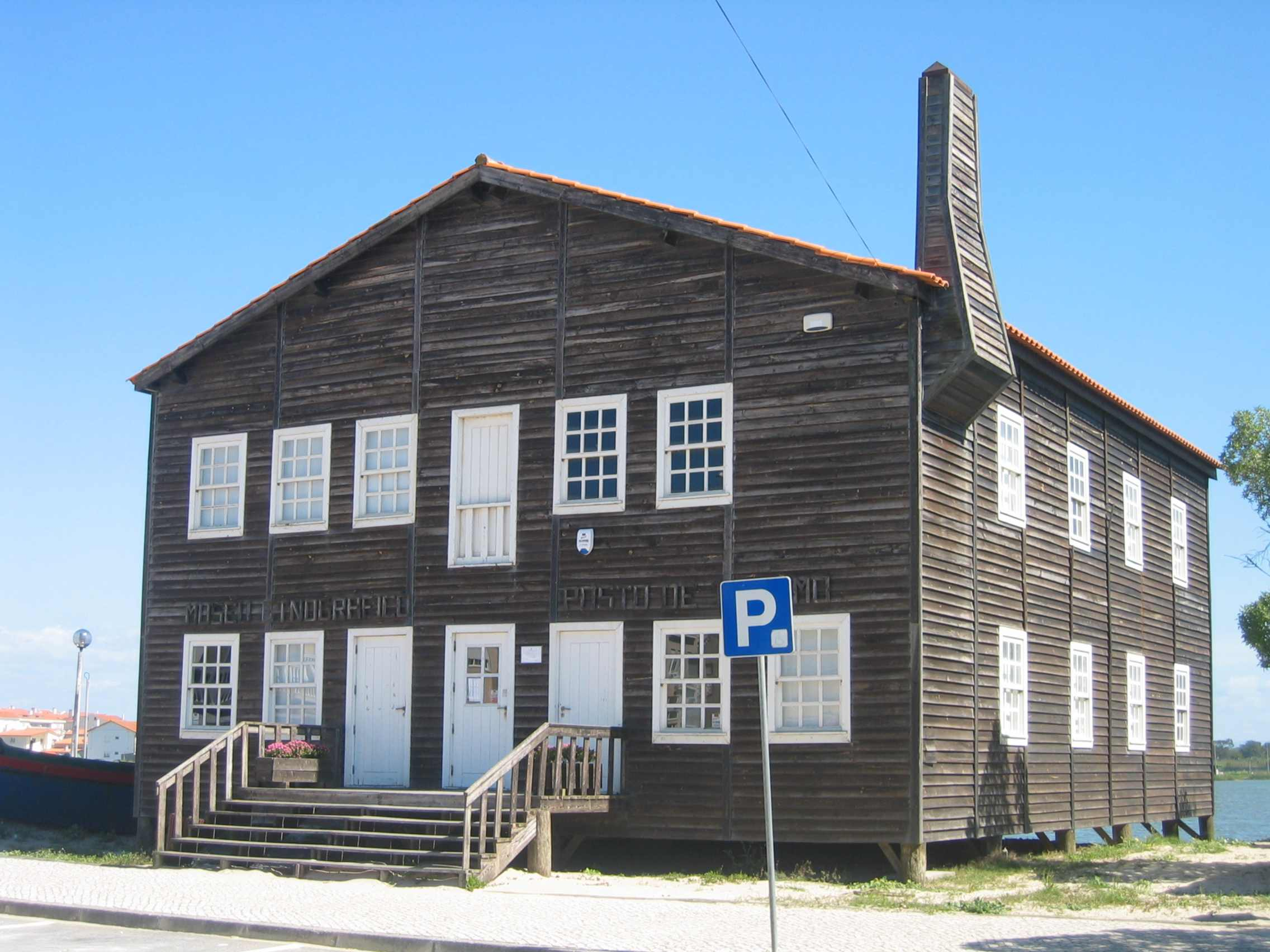
Museu Etnográfico
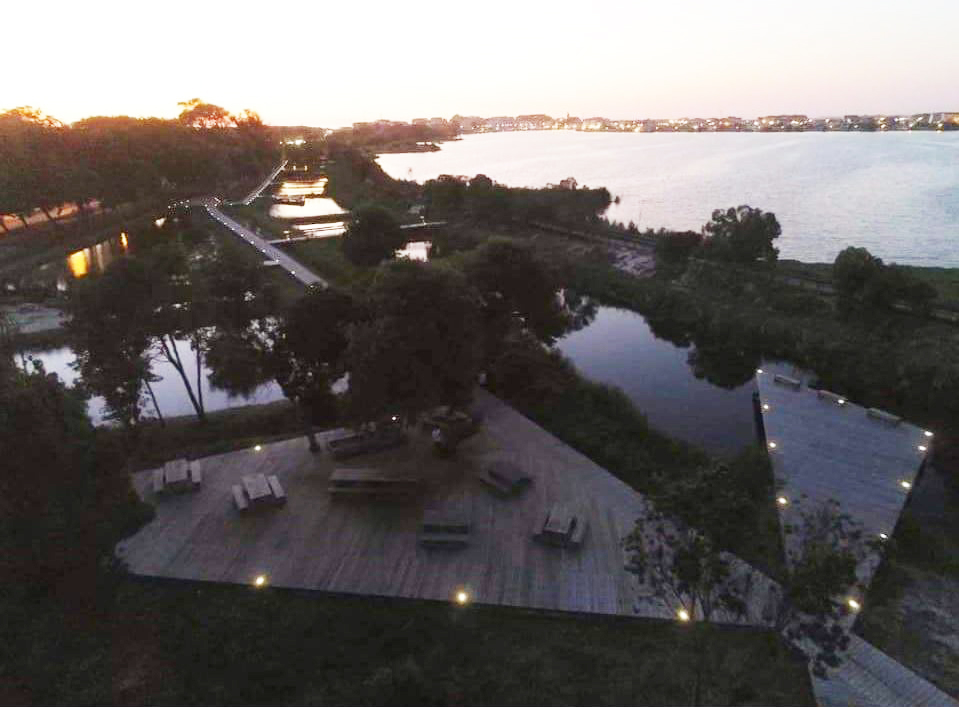
Viveiros piscícolas

- Capela da Praia de Mira
- Estátua em homenagem ao povo da Praia de Mira
- Museu Etnográfico
- Viveiros piscícolas

## Turismo
- Praia de Mira

Asfixiada pela construção envolvente, tem lotação esgotada durante o verão. O areal é extenso e ocupado por famílias da região centro. Está bem servida de bares e cafés, sempre importantes nesta zona ventosa.
- Lagoa da barrinha
- Mata de Mira
- Parque de campismo Mira Lodge Park
- Parque de campismo municipal
- Parque de campismo da Orbitur
- Clube náutico
- Mira Villas

## Contactos de Junta de Freguesia da Praia de Mira
- Tel.: 231472796; email: geral@praiademira.pt; site oficial: www.praiademira.pt